# Hylomyscus anselli
Hylomyscus anselli és una espècie de mamífer rosegador de la família dels múrids. Viu a altituds d'entre 1.220 i 2.300 msnm a les muntanyes del nord de Zàmbia i el centre-oest de Tanzània. El seu àmbit de distribució s'encavalca amb el de Praomys jacksoni. Anteriorment se'l considerava una subespècie de H. denniae. L'espècie fou anomenada en honor del mastòleg britànic William Frank Harding Ansell.